# Porfirin
Porfirin je planarni ligand s centralnom prstenastom strukturom i različitim substituentima na rubu prstena. Skupina je makrociklusno vezanih heterocikličnih organskih prstena porfirina. Sastoji se od četiri pirolne podjedinice međusobno povezanih kod njihovih α ugljikovih atoma preko metinskih mostova (=CH−). 